# (316042) Tilofranz
(316042) Tilofranz est un astéroïde de la ceinture principale.

## Description
(316042) Tilofranz est un astéroïde de la ceinture principale. Il fut découvert le 19 avril 2009 à Tzec Maun par Erwin Schwab. Il présente une orbite caractérisée par un demi-grand axe de 2,36 UA, une excentricité de 0,16 et une inclinaison de 5,8° par rapport à l'écliptique.

## Compléments